# أندريه راولز
اندريه راولز (بالإنجليزية: Andre Rawls)‏ (29 يناير 1990 بسانت لويس في الولايات المتحدة - ) هو لاعب كرة قدم أمريكي في مركز حراسة المرمى. لعب مع نادي نيويورك سيتي وWilmington Hammerheads FC ‏.

## وصلات خارجية
- اندريه راولز على موقع الدوري الأمريكي (الإنجليزية)
- اندريه راولز على موقع قاعدة بيانات كرة القدم.إي يو (الإنجليزية)
- اندريه راولز على موقع Soccerway.com (الإنجليزية)
- اندريه راولز على موقع AS.com (الإسبانية)